# Janusz Wojciechowski
Janusz Czesław Wojciechowski (6 de desembre de 1954) és un polític polonès i va ser un membre de llarga data del Parlament Europeu, elegit per la Voivodina de Lodz representant el Partit Popular Polonès (PSL) (2004–2006), el Partit Popular Polonès "Piast" (PSL "Piast") (2006–2010) i, últimament, el partit Dret i Justícia (des de 2010). El 2016, va deixar el parlament per esdevenir membre del Tribunal de Comptes. Des de 2019, ha estat el Comissari Europeu d'Agricultura.
Wojciechowski va ser membre del Partit del Poble Units, membre de la Junta del Partit Popular Europeu (PPE) del 2004 al 2006 i vicepresident de la Comissió d'Agricultura i Desenvolupament Rural del Parlament Europeu. Wojciechowski va ser apartat del seu partit PSL després de la seva decisió de deixar el PPE pel grup parlamentari de la Unió per a Europa de les Nacions. Wojciechowski va ser un substitut de la Comissió de Control Pressupostari i membre de la Delegació a les Comissions de Cooperació Parlamentària UE-Kazakhstan, UE-Kirguizistan i UE-Uzbekistan, i per a relacions amb el Tadjikistan, el Turkmenistan i Mongòlia.
Va ser candidat a la llista de Dret i Justícia a les eleccions de 2009, tot i no ser membre del partit. El novembre de 2010, es va unir a Dret i Justícia.